# Iroquois Point
Iroquois Point – census-designated place (CDP) na wyspie Oʻahu, w hrabstwie Honolulu, na Hawajach, w Stanach Zjednoczonych. Według szacunków United States Census Bureau w roku 2010 CDP miało 6 920 mieszkańców.

## Geografia
Według United States Census Bureau census-designated place obejmuje powierzchnię 0,6 mil2 (1,7 km²), z czego 0,5 mil2 (1,4 km²) stanowi ląd, a 0,1 mil2 (0,3 km²) stanowi woda.

## Demografia
Według spisu z roku 2000, CDP zamieszkiwało 2 462 osób, które tworzyły 675 gospodarstw domowych i 660 rodzin. Średni roczny dochód dla gospodarstwa domowego wynosił 44 200 $ a średni roczny dochód dla rodziny to 44 200 $. Średni roczny dochód na osobę wynosił 13 257 $ (33 590 $ dla mężczyzn i 26 458  $ dla kobiet). 1,8% rodzin i 2,5% mieszkańców census-designated place żyło poniżej granicy ubóstwa, z czego 1,7% to osoby poniżej 18 lat a 0,0% to osoby powyżej 65 roku życia.